# Gra o honor
Gra o honor (ang. He Got Game) – amerykański film obyczajowy z 1998 roku w reżyserii Spike'a Lee.

## Główne role
- Denzel Washington - Jake Shuttlesworth
- Ray Allen - Jesus Shuttlesworth
- Milla Jovovich - Dakota Burns
- Rosario Dawson - Lala Bonilla
- Hill Harper - Coleman „Booger” Sykes
- Zelda Harris - Mary Shuttlesworth
- Ned Beatty - Warden Wyatt
- Jim Brown - Spivey
- Joseph Lyle Taylor - Crudup
- Bill Nunn - Wujek Bubba
- Michele Shay - Ciocia Sally
- Thomas Jefferson Byrd - Sweetness
- Roger Guenveur Smith - Big Time Willie
- John Turturro - Trener Billy Sunday
- Lonette McKee - Martha Shuttlesworth

## Fabuła
Jake Shuttlesworth odsiaduje wyrok za nieumyślne spowodowanie śmierci swojej żony. Na wolności jego syn Jesus razem z ciotką Sally i wujkiem Bubbą dbają o Mary. Jesus właśnie kończy liceum i wybiera się na studia. Uwielbia koszykówkę i jest samorodnym talentem. Od kilku miesięcy, jako najlepszy koszykarz szkół średnich, jest zasypywany propozycjami kontynuacji nauki w różnych amerykańskich uczelniach. Nachodzą go agenci, proponując grę w NBA. Jego ojciec Jake dostaje propozycję: jeśli przekona syna, by uczył się na uniwersytecie stanowym, zostanie mu skrócony wyrok. Dostaje przepustkę na tydzień i stara się namówić na uniwersytet, jednak Jesus nie wybaczył mu śmierci matki. Jake Shuttlesworth stara się z całych sił. W ostatni dzień proponuje synowi grę 1 na 1 i zasady: jeśli wygra Jesus zapisze się na uniwersytet stanowy, natomiast jeśli przegra zrobi on co chce. Jesus wygrał mecz, a ojca wywieziono do więzienia. W następny dzień cała Ameryka dowiaduje się, że Jesus Shuttlesworth kontynuuje naukę w uniwersytecie stanowym.